# Reiner Foerst
Reiner Foerst (* 30. November 1933 in Gummersbach; † 2. Februar 2009 ebenda) war ein deutscher Unternehmer.

## Leben
Reiner Foerst studierte Elektrotechnik an der  Technischen Hochschule Darmstadt, wo er 1967 zum Dr.-Ing.  promovierte. Bereits 1961 arbeitete er als wissenschaftlicher Mitarbeiter zunächst in  Mannheim für die Deutsche Forschungsgemeinschaft, dann in  Oregon für das US-Innenministerium an der mathematischen, analogen und digitalen Simulation von dynamischen Vorgängen in Energieübertragungsanlagen und Kraftwerken.
Am 13. Mai 1975 meldete er sein Gesamtkonzept für den ersten kommerziellen Fahrsimulator der Welt in Deutschland, den USA und Japan zum Patent an. Er entwickelte Trainingsgeräte, Motorrad- und Gabelstapler-Simulatoren und meldete über 60 Patente an.
1976 gründete er die Foerst GmbH zur Vermarktung seiner Erfindungen. Er erwarb die Lizenz zur Verwendung des Namens „Nürburgring“ und konstruierte 1978 einen Motorradsimulator „Nürburgring/2“ als Standgerät mit Lenker.
In seiner Freizeit war er Jazzmusiker, Sportler und Witzforscher.